# Helena Horálková (1933)
Helena Horálková (29. května 1933 v Úvalech – 9. ledna 2013 Praha) byla česká výtvarnice a animátorka, proslavená především svou prací s perníkovými betlémy.

## Život
Dětství prožila v Úvalech. Vystudovala Vyšší školu uměleckého průmyslu v Praze, obor loutkářství u prof. Richarda Landera a DAMU, obor dramaturgie loutkového divadla. Nejprve působila jako návrhářka scény loutek v Krajském krušnohorském divadle v Teplicích. Od roku 1960 žila v Praze, kde pracovala 25 let u kresleného a loutkového filmu. Spolupracovala např. na filmech Z. Millera O krtkovi, Čapkových pohádkách ad.
Je autorkou výtvarného návrhu a provedení prvního perníkového animovaného filmu – pohádky na motivy J. Š. Kubína, (režie Zdeněk Smetana) Voda čerstvosti.
V letech 1972–2002 vytvářela perníkové betlémy pro kostel sv. Matěje v Praze. Je také autorkou šesti vystřihovacích národopisných betlémů a omalovánek.